# پرچم جمهوری کنگو

پرچم کنگو

پرچم جمهوری خلق کنگو، ۱۹۷۰-۱۹۹۱

پرچم جمهوری کنگو با تناسب ۲:۳ در ۱۸ اوت ۱۹۵۸ توسط این کشور که در آن زمان جمهوری‌ای خودمختار در سرزمین مستعمرهٔ فرانسه بود پذیرفته شد. جمهوری کنگو در ۱۵ اوت ۱۹۶۰ به استقلال کامل دست یافت و همین پرچم را نگاه داشت. در فاصلهٔ سال‌های ۱۹۷۰ تا ۱۹۹۱ و تشکیل جمهوری خلق کنگو این پرچم نیز تغییر یافت، اما با پایان یافتن این دوران بار دیگر همان پرچم در ۱۹۹۱ به‌کار گرفته شد.
در پرچم کنگو از رنگ‌های پان-آفریقایی استفاده شده  و نوار مورب زردرنگی که از گوشهٔ پایینی اهتزازگاه تا گوشهٔ بالایی پروازگاه امتداد دارد این پرچم را به دو مثلث سبز در بالا و قرمز در پایین تقسیم کرده‌است.

## نمادشناسی
در پرچم جمهوری کنگو رنگ سبز نماد جنگل‌ها و کشاورزی و زرد نماد دوستی و اصالت مردم آن کشور است. در مورد رنگ قرمز توضیحی داده نشده‌است اما آن را نماد تلاش‌های انجام‌گرفته برای رسیدن به استقلال دانسته‌اند.